# Vorgod å
Vorgod å är ett biflöde till Skjern å i Danmark. Den ligger i Region Mittjylland, i den västra delen av landet. Ån har sin källa där Rødding å och Tranholm bæk rinner samman alldeles utanför orten Vildbjerg i Hernings kommun. Den flyter sedan söderut in i Ringkøbing-Skjerns kommun där den mynnar i Skjern å. 
Vattendraget är det största biflödet till Skjern å. Dess egna viktigare tillflöden är Abildå och Vonå. Delen närmast utloppet ingår i Skjern ås Natura 2000-område.